# Coupe d'Italie de hockey sur glace
La Coupe d'Italie est une compétition de hockey sur glace en Italie.

## Palmarès
- 1973 : Sportivi Ghiaccio Cortina
- 1974 : Sportivi Ghiaccio Cortina
- 1991 : Associazione Sportiva Asiago Hockey
- 1998 : HC Courmayeur
- 2001 : Associazione Sportiva Asiago Hockey
- 2002 : Associazione Sportiva Asiago Hockey
- 2003 : Hockey Club Junior Milano Vipers
- 2004 : Hockey Club Bolzano
- 2005 : Hockey Club Junior Milano Vipers
- 2006 : Hockey Club Junior Milano Vipers
- 2007 : Hockey Club Bolzano
- 2008 : Sport Ghiaccio Pontebba
- 2009 : Hockey Club Bolzano
- 2010 : AS Renon
- 2011 : HC Pustertal-Val Pusteria
- 2012 : Sportivi Ghiaccio Cortina
- 2013 : HC Valpellice
- 2014 : AS Renon
- 2015 : AS Renon
- 2016 : HC Valpellice
- 2017 : Hockey Milano Rossoblu
- 2018 : Hockey Milano Rossoblu
- 2019 : SV Caldaro